# Primerjalne politike
Primerjalne politike so področje politologije, za katero je značilna uporaba primerjalne metode ali drugih empiričnih metod za raziskovanje politike znotraj in med državami. Vsebinsko lahko gre za vprašanja, ki se nanašajo na politične institucije, politično vedenje, konflikte ter vzroke in posledice gospodarskega razvoja. Ko se primerjalna politika uporablja za določena študijska področja, se lahko omenja z drugimi imeni, na primer primerjalna vlada (primerjalna študija oblik vladanja).

## Definicije
Primerjalne politike so sistematično preučevanje in primerjava različnih političnih sistemov na svetu. Primerjalna je pri iskanju, da razloži, zakaj imajo pri različnih političnih sistemih prihaja do podobnosti ali razlik in kako je prišlo do razvojnih sprememb med njimi. Sistematične so v tem, da iščejo trende, vzorce in zakonitosti med temi političnimi sistemi. Raziskovalno področje upošteva politične sisteme po vsem svetu in se osredotoča na teme, kot so demokratizacija, globalizacija in integracija. Po zaslugi primerjalnih politik so se v zadnjih 40 letih v politologiji uporabljale nove teorije in pristopi. Nekatere od teh se osredotočajo na politično kulturo, teorijo odvisnosti, razvojnizem, korporatizem, avtohtone teorije sprememb, primerjalno politično ekonomijo, odnose med državo in družbo ter novi institucionalizem. Nekateri primeri primerjalnih politik preučujejo razlike med predsedniškim in parlamentarnim sistemom, demokracijami in diktaturami, parlamentarnimi sistemi v različnih državah, večstrankarskimi sistemi, kot je Kanada, in dvostrankarskimi sistemi, kot so Združene države Amerike. Primerjalne politike se morajo voditi v določenem trenutku, običajno v sedanjosti. Raziskovalec ne more primerjati sistemov iz različnih časovnih obdobij; mora biti statičen.
Medtem, ko je disciplina zgodovinsko preučevala široka vprašanja v politologiji s primerjavami med državami, sodobna primerjalna politologija uporablja predvsem podnacionalne primerjave. V zadnjem času se je znatno povečalo zanimanje za podnacionalne primerjave in koristi. O velikih verodostojnih vprašanjih znotraj politologije bi vedeli veliko manj, če ne bi bilo podnacionalnih raziskav. Subnacionalne raziskave prispevajo k študiju politike pomembne metodološke, teoretične in vsebinske ideje. Pomembne dogodke, ki jih pogosto zakriva osredotočenost na nacionalni ravni, je lažje razvozlati s podnacionalnimi raziskavami. Primer bi lahko bile regije znotraj držav, kjer je prisotnost državnih institucij zmanjšana po učinku ali vrednosti.
Ime primerjalne politike se nanaša na zgodovinsko povezanost discipline s primerjalno metodo, ki je podrobno opisana spodaj. Arend Lijphart trdi, da primerjalne politike same po sebi "Nimajo vsebinskega poudarka, temveč metodološkega." Osredotočajo se na »kako, ne določa pa kaj v analizi«. Peter Mair in Richard Rose predlagata nekoliko drugačno definicijo in trdita, da so primerjalne politike opredeljene s kombinacijo vsebinskega poudarka na preučevanju političnih sistemov držav in metodah ugotavljanja in razlage podobnosti in razlik med temi državami z uporabo skupnih konceptov.
Včasih, zlasti v Združenih državah Amerike, se izraz "primerjalna politika" uporablja za označevanje "politike tujih držav". Ta uporaba izraza je sporna.
Primerjalne politike so pomembne, ker ljudem pomagajo razumeti naravo in delovanje političnih okvirov. Po vsem svetu namreč obstaja veliko vrst političnih sistemov glede na avtentično, družbeno, etnično, rasno in družbeno zgodovino. Dejansko se tudi primerjalne konstrukcije političnega povezovanja premikajo od ene države do druge. Indija in ZDA sta na primer državi z večinsko vladavino; kljub temu imajo ZDA liberalen predsedniški sistem, ki temelji na glasovanju, v nasprotju s parlamentarnim sistemom, ki se uporablja v Indiji. Tudi ukrep politične odločitve je v Združenih državah bolj raznolik, če ga pogledamo v luči indijske ljudske vlade. V ZDA je vodja predsednik, v Indiji pa premier. Relativna zakonodajna vprašanja nas spodbujajo, da razumemo te osrednje ureditve in to, kako sta si naroda popolnoma različna. To področje študija je ključno za področja mednarodnih odnosov in reševanja konfliktov. Spodbuja mednarodne odnose, da pojasnijo svetovna zakonodajna vprašanja in trenutne zmagovalne razmere po vsem svetu. Čeprav sta obe področji politologije, primerjalne politike preučujejo vzroke mednarodne strategije in učinke svetovnih pristopov ter okvirov na domače politično ravnanje in delovanje.

## Zgodovina področja
Harry H. Eckstein preučuje zgodovino področja primerjalne politike vse do Aristotela in vidi vrsto mislecev od Machiavellija in Montesquieuja, do Gaetana Mosce in Maxa Webra, Vilfreda Pareta in Roberta Michelsa, do Jamesa Brycea - s svojimi Modernimi demokracijami (1921) - in Carl Joachim Friedrich - s svojo Ustavno vlado in demokracijo (1937) - prispeva k njeni zgodovini.

### Dve tradiciji, ki segata do Aristotela in Platona
Philippe C. Schmitter trdi, da ima "družinsko drevo" primerjalnih politik dve glavni tradiciji: eno, ki jo je izumil Aristotel, ki jo imenuje "sociološki konstitucionalizem"; drugo, ki jo je izsledil do Platona, pa imenuje "pravni konstitucionalizem".
Schmitter pod vsako tradicijo postavlja različne učenjake:
- 1. Sociološki konstitucionalizem: Nekateri klasični učenjaki v tej tradiciji so: "Polibij, Machiavelli, Montesquieu, Benjamin Constant, Alexis de Tocqueville, Lorenz von Stein, Karl Marx, Moisei Ostrogorski, Max Weber, Emile Durkheim, Roberto Michels, Gaetano Mosca, Vilfredo Pareto, in Herbert Tingsten." Schmitter trdi, da je bila ta tradicija v dvajsetem stoletju znana pod oznako "zgodovinska politična sociologija" in je vključevala znanstvenike, kot so "Stein Rokkan, TH Marshall, Reinhard Bendix, Otto Kirchheimer, Seymour Martin Lipset, Juan Linz, Hans Daalder, Mattei Dogan, S. N. Eisenstadt, Harry Eckstein in Dankwart Rustow."[11]

- 2. Pravni konstitucionalizem: Nekateri klasični učenjaki te tradicije so: "Léon Duguit, Georges Burdeau, James Bryce, A. Lawrence Lowell in Woodrow Wilson." Schmitter trdi, da so v dvajsetem stoletju to tradicijo nadaljevali: " Maurice Duverger, Herman Finer, Samuel Finer, Giovanni Sartori, Carl J. Friedrich, Samuel Beer, Jean Blondel, F. A. Hermens in Klaus von Beyme."[11]

### Periodizacija kot področje politologije
Gerardo L. Munck ponuja naslednjo periodizacijo za razvoj sodobne primerjalne politike kot področja politologije – razumljene kot akademske discipline – v Združenih državah Amerike: 
- 1. Ustava politologije kot discipline, 1880–1920
- 2. Vedenjska revolucija, 1921–1966
- 3. Post-vedenjsko obdobje, 1967–1988
- 4. Druga znanstvena revolucija 1989–2005

### Sodobni vzorci, 2000 - danes
Od preloma stoletja je mogoče zaznati več trendov na tem področju.
- Konec pretvarjanja teorije racionalne izbire za hegemonizacijo polja
- Pomanjkanje poenotene metateorije
- Večja pozornost vzročnemu sklepanju in večja uporaba eksperimentalnih metod.
- Nadaljnja uporaba metod opazovanja, vključno s kvalitativnimi metodami.
- Nova skrb za "hegemonijo metod", kot teoretiziranje, ni posvečena toliko pozornosti.

## Vsebinska področja raziskav
Po nekaterih definicijah lahko primerjalno politiko zasledimo vse do grške filozofije: Platonova Republika in Aristotelova Politika.
Kot sodobna poddisciplina primerjalne politike sestavljajo raziskave na številnih vsebinskih področjih:
- Politika demokratičnih držav
- Politika avtoritarnih držav
- Zagotavljanje javnih dobrin in distribucijska politika
- Politično nasilje
- Politična identiteta, vključno z etnično in versko politiko
- Demokratizacija in sprememba režima
- Volitve ter volilni in strankarski sistemi
- Politična ekonomija razvoja
- Kolektivno delovanje
- Volilno vedenje
- Izvor države
- Primerjalne politične institucije
- Metodologije za primerjalno politično raziskovanje

Medtem, ko so številni raziskovalci, raziskovalni režimi in raziskovalne ustanove opredeljeni v skladu z zgornjimi kategorijami, ni nenavadno trditi, da je geografska ali državna specializacija diferencialna kategorija.
Ločitev med primerjalno politiko in mednarodnimi odnosi je umetna, saj procesi znotraj držav oblikujejo mednarodne procese, mednarodni procesi pa procese znotraj držav. Nekateri raziskovalci so pozvali k integraciji področij. Primerjalne politike nimajo podobnih "izmov" kot študij mednarodnih odnosov.

## Metodologija
Medtem, ko ime podpolja nakazuje na en metodološki pristop (primerjalna metoda), politologi v primerjalni politiki uporabljajo enako raznolikost družboslovnih metod kot znanstveniki na drugih področjih, vključno z eksperimenti, primerjalno zgodovinsko analizo, študijo primera, metodologijo ankete in etnografijo. Raziskovalci izberejo metodološki pristop v primerjalni politiki, ki ga vodita dva pomisleka: ontološka orientacija in vrsta vprašanja ali pojava, ki ga zanima.

### (Millova) primerjalna metoda
- Zasnova najbolj podobnih sistemov/Millova metoda razlike: ta metoda je sestavljena iz primerjave zelo podobnih primerov, ki se razlikujejo le v odvisni spremenljivki, ob predpostavki, da bi to olajšalo iskanje tistih neodvisnih spremenljivk, ki pojasnjujejo prisotnost/odsotnost odvisne spremenljivke.[26]
- Zasnova večine različnih sistemov/Millova metoda podobnosti: ta metoda je sestavljena iz primerjave zelo različnih primerov, ki pa imajo vsi skupno odvisno spremenljivko, tako da se lahko katera koli druga okoliščina, ki je prisotna v vseh primerih, obravnava kot neodvisna spremenljivka.[26]

### Podnacionalna primerjalna analiza
Od preloma stoletja je veliko študentov primerjalnih politik primerjalo enote znotraj države, kar Richard O. Snyder imenuje "podnacionalna primerjalna metoda". 

## Primerjalne politike v Sloveniji
Na področju primerjalnih politik v Sloveniji izobražuje Fakulteta za družbene vede Univerze v Ljubljani.